# Steenkroesmos
Steenkroesmos (Ulota hutchinsiae) is een soort uit het geslacht kroesmos (Ulota). Het is een pionier op bomen. Het komt voor op steen. 

## Kenmerken
Steenkroesmos groeit in bosjes, voornamelijk op niet-kalkhoudende rotsen. In tegenstelling tot het veel meer voorkomende trompetkroesmos (die op boomschors groeit), zijn de bladeren slechts licht verwrongen wanneer ze droog zijn, en de bladeren zijn korter (1,4-2 mm versus 2-3 mm).

## Ecologie
Zoals de Nederlandse naam al zegt, is steenkroesmos eigenlijk een echte steenbewoner. In het Zwarte Woud in Duitsland komt zij vooral voor in luchtvochtige, open bossen, op kalkarm, maar basenrijk gesteente zoals gneis en graniet en dan vaak op steile, zonnige kanten, die deels door bomen worden afgeschermd van neerslag. In Schotland komt de soort ook wel voor op rotsen in meer open terreinen langs de kust.
In het Horsterwold groeide steenkroesmos op de stam van een es aan de rand van een pad in een open essenaanplant. In de omgeving werden nog andere bijzondere epifyten aangetroffen zoals stijf kroesmos, Pterigynandrum filiforme en Porella platyphylla. Rondom Nederland komt de soort zeer zelden op bomen voor, het meest nog op beuk, vaak nabij bestaande groeiplaatsen op rotsen.

## Verspreiding
Steenkroesmos komt behalve in bergstreken in Europa ook voor in Noord-Amerika. In Nederland komt het zeer zeldzaam voor. De soort is in 2010 gevonden in het Horsterwold bij Zeewolde. Het is een onverwachte vondst, gezien haar zeldzaamheid in de ons omringende landen. In België is deze Ulota slechts eenmaal verzameld in de 19e eeuw in de Ardennen. In Duitsland is steenkroesmos gevonden op verspreide locaties in het middelgebergte. Het betreft echter wel meest oude opgaven. Vanaf 1998 is de soort weer op diverse plaatsen in het Zwarte Woud aangetroffen. In Groot-Brittannië komt zij voornamelijk voor in het westen van Schotland en Ierland.